# Eberhard von Rundstedt
Eberhard von Rundstedt (* 1. Mai 1803 in Berlin; † 22. September 1851 auf Schloss Schönfeld) war ein preußischer Offizier und Maler.

## Leben
Von Rundstedt entstammte einer altmärkischen Adelsfamilie aus der Nähe von Stendal, deren Mitglieder oftmals in militärischen Diensten standen. Er war der Sohn des Joachim Ernst Friedrich von Rundstedt (1757–1819), eines Oberstleutnants des königlich preußischen Garderegiments und dessen Frau Agnes Luise Friederike von Lüderitz (1766–1840). Er erhielt eine militärische Ausbildung und bekleidete den Rang eines Majors. Zudem malte er als Dilettant insbesondere Landschaftsmotive, sowie Bildnisse, Militär- und Genrebilder. Er nahm unter anderem 1838 an der Berliner Kunstausstellung mit drei Bildnissen teil.
Eberhard heiratete am 12. November 1836 in Berlin Hermine von Rabe (1814–1857). Aus der Ehe gingen folgende Söhne hervor:
- Rudolf (1837–1880), Hauptmann, ⚭ 1869 Alexandra Freiin von Humboldt (1851–1921)
- Gerd (1848–1916), Generalmajor, ⚭ 1874 Adelheid Fischer (1856–1925). Deren Sohn war der Generalfeldmarschall Gerd von Rundstedt.[3]

Ausstellungen (Auswahl)
- 1834: XXVIII. Kunstausstellung der Königlichen Akademie der Künste, Berlin[4]
- 1838: XXX. Kunstausstellung der Königlichen Akademie der Künste, Berlin[5]